# Элиассон, Никлас
Пер Никлас Элиассон (швед. Per Niclas Eliasson; 7 декабря 1995, Варберг, Швеция) — шведский футболист, полузащитник клуба АЕК (Афины) и сборной Швеции. Элиас родился в семье шведа и бразильянки.

## Клубная карьера
Элиассон — воспитанник клуба «Фалькенберг». 9 апреля 2013 года в матче против «Эргрюте» он дебютировал в Суперэттан. 2 ноября в поединке против «Энгельхольма» Никлас забил свой первый гол за Фалькенберг.
В начале 2014 года Элиассон перешёл в АИК. 31 марта в матче против «Гётеборга» он дебютировал в Аллсвенскан лиге. 31 августа в поединке против «Норрчёпинга» Никлас забил свой первый гол за АИК.
Летом 2016 года Элиассон присоединился к клубу «Норрчёпинг». 7 августа в матче против «Эребру» он дебютировал за новую команду. 18 сентября в поединке против «Хельсинборга» Никлас забил свой первый гол за «Норрчёпинг».
Летом 2017 года Элиассон перешёл в английский «Бристоль Сити». 12 августа в матче против «Бирмингем Сити» он дебютировал в Чемпионшипе. 22 августа в поединке Кубка Английской футбольной лиги против «Уотфорда» Никлас забил свой первый гол за «Бристоль Сити».
В 2020 году перешёл во французский клуб «Ним».

## Международная карьера
В 2017 году в составе молодёжной сборной Швеции Элиассон принял участие в молодёжном чемпионате Европы в Польше. На турнире он сыграл в матче против команды Словакии.